# Андрея Бомонт
Андрея Бомонт (на английски: Andrea Beaumont) позната още и като Фантома (на английски: Phantasm) е измислен герой от анимационната вселена на ДиСи Комикс. Тя е създадена от Пол Дини и Алан Бърнет, като първата ѝ поява е в Батман-Маската на Фантома. Във филма е представена като приятелка на Брус Уейн/Батман. Фантомът се появявал в различни заглавия за комикси за супергероя Батман, като атентат. Озвучава се в два гласа, Дейна Дилейни като Андрея и Стейси Кийч като Фантома. Стейси Кийч озвучава също и баща ѝ. Фантомът се появява в един епизод на Лигата на Справедливостта-Без граници. Епизодът се нарича Епилог и се разказва произхода на проект-Батман Отвъд.